# Ma'ruf al-Karkhi
Maʿrūf al-Karkhī (Arabo معروف ﺍﻟکرخی; Baghdad, 750-760 – 815/16) è stato un mistico persiano.

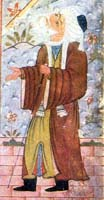
Maʿrūf al-Karkhī (manoscritto)

Abū Maḥfūẓ Maʿrūf b. Fīrūz al-Karkhī fu un sufi persiano, proveniente dall'ambito cristiano, nato nel distretto di Wasit o nel quartiere del Karkh di Baghdad.
Il nome del padre era Fīrūz, il che ci fa supporre che egli fosse persiano d'origine. La sua religione natia sembra fosse quella cristiana, anche per il riferimento che a lui fa il predicatore e mistico armeno di fede islamica Farqad Sabakhi. ʿAṭṭār dice nella sua Tadhkīrat al-Awliyāʾ ("Memoria dei santi") che Maʿrūf s'era convertito all'Islam da giovane chiamando a testimone l'Imam ʿAlī al-Riḍā, dopo aver ripudiato ogni forma di politeismo. Esiste tuttavia una notizia di Ibn Taghribirdi secondo la quale la sua famiglia sarebbe stata sabea di Wasit.
La pia tradizione vuole che egli, dopo la conversione, fosse andato dai genitori che si sarebbero (incomprensibilmente) rallegrati di quanto avvenuto al figlio, diventando musulmani essi stessi.
Diventato musulmano, Maʿrūf divenne un allievo di Dawud Ta'i che lo costrinse a un duro studio e a una severa disciplina, senza che per questo Maʿrūf si demoralizzasse minimamente.
Tra gli altri suoi maestri si può ricordare Bakr b. Khunays al-Kūfī ma anche Sārī al-Saqaṭī, a sua volta Maestro di al-Junayd.

## Tradizione sufi
Nel Sufismo forma il penultimo anello di quella che è meglio nota come "catena d'oro" (silsila) del Sufismo il cui primo anello sarebbe stato rappresentato dallo stesso Profeta Maometto). Maʿrūf, essendo il mawlā e il discepolo di ʿAlī al-Riḍā, fa parte di questa linea sciita, pur restando allievo di Dawud Ta'i, di cui sarà infatti il successore.

I sufi venerano grandemente Maʿrūf.